# 晋察冀1938年秋季战役
晋察冀1938年秋季战役，中国称为晋察冀1938年秋季反围攻战役，是中国抗日战争中，中日双方的一场战役。
1938年9月，日军对八路军晋察冀军区发起进攻，双方经历战斗136次。八路军缴获长短枪570余支，轻重机枪49挺，各种火炮10门。
晉察冀1938年秋季反圍攻，日軍109，110師團及主力航空隊圍攻山西五台縣，新編第二師（五個團）及保安團同八路軍120師（賀龍）聯合抵抗日軍的進攻。新编第二师及120师为主的防守分为四横二纵分布。。
第一横 ：新二师和120师相互穿插照应，新二师在两头的代县、繁峙县布以重兵，而120师在两边的峪口村和峩口镇安插部队作为策应。
第二横 ：新二师在前部的原平镇，张家庄，及东社安排军事防御工事，120师则在后半部分的都庄，义大村，西雷村安排部署。
第三横 ：新二师在著名的忻口镇到东治县之间部署了10个据点，且准备了严密的防御工事。
第四横 ：新二师在忻县城、定襄及东治县之间部署了严密的防御体系，防御据点达18个之多；
自东向西的二纵：。
第一纵则是由新二师为主体的防御体系网络。 
第二纵则是由120师为主体的防御体系。
新二师为主体的防御体系以及和120师的防御交相呼应。该防御体系呈现出矩形的阵势，120师部以重兵在五台县城，而新二师则在自北向南从代县到忻县间的所有岔口处部署防御据点，同时在主干道部署重兵防御。尤其是在以定襄东治镇为据点的防守尤其的严密。